# Katie Morgan
Sarah Lyn Crowley, más conocida como Katie Morgan (Los Ángeles, California; 17 de marzo de 1980), es una actriz pornográfica, modelo erótica y locutora de radio estadounidense.

## Biografía
Katie creció en California. Recibiendo educación escolar en casa por sus padres. Sus padres eran muy conservadores y religiosos.
Katie entró en la industria del porno como medio para pagar la fianza y obtener la libertad provisional tras ser detenida por transportar más de 100 libras (45,35 kg aprox.) de marihuana de México a Estados Unidos en el año 2000. Su primera escena fue en el film Dirty Debutantes 197.
Destacó en la producción de la HBO A Real Sex Xtra: Pornucopia – Going Down in the Valley, Katie Morgan on Sex Toys, y Katie Morgan: Porn 101, y el documental de la HBO Katie Morgan: A Porn Star Revealed, en la que reconoce haber escogido el apellido artístico Morgan por la marca de ron Captain Morgan y el nombre Katie en recuerdo del nombre de pila de Scarlett O’Hara personaje de la novela Lo que el viento se llevó.
En el documental, Morgan explicó que su CI es 165, un nivel equiparable al de un genio.
Recientemente ha sido entrevistada en varias emisoras de radio FM y en programas de Sirius Satellite Radio sobre King Dude, The Mike Church Show. (Ver Enlaces externos).
Durante varios años ha codirigido The Wanker Show con Wankus, una radio de internet de contenido para adultos de la compañía KSEXradio.com.
Katie ha estado nominada por AVN en los premio a la Starlet del Año.

## Premios
- 2004 Premio XRCO en la categoría Unsung Siren.[5]
- 2009 Premio AVN The Jenna Jameson Crossover Star Of The Year

## Filmografía parcial
- Ashlynn Goes to College #2 (2008)
- Zack & Miri Make a Porno (2008)
- Another Man's Wife (2007)
- Busty Beauties 20 (2006)
- McKenzie Made (2006)
- Get Luckyer (2006)
- Ballistic Blondes (2006)
- Sophia's All Girl Violation (2006)
- Supernatural (2006)
- Angry Housewives (2005)
- Camp Cuddly Pines: Powertool Massacre (2005)
- The End Game (2005)
- Dirty Little Devils 1 (2004)
- Dirty Little Devils 1 (2004)
- Whore of the Rings 2 (2003)
- Space Nuts (2003)
- Babysitter 10 (2002)
- Extreme Teen 17 (2001)
- Grrl Power! 9 (2001)